# Équipe du Portugal féminine de volley-ball
L'équipe du Portugal féminine de volley-ball est composée des meilleures joueuses portugaises sélectionnées par la Fédération Portugaise de volley-ball (Federação Portuguesa de Voleibol, FPV). Elle est actuellement classée au 42e rang de la Fédération internationale de volley-ball au 11 juillet 2022.
En 2017, elle participe pour la première fois à la Ligue européenne. Deux ans plus tard, elle dispute le premier Championnat d'Europe de son histoire où elle termine 24e; sa seule participation à ce jour.

## Sélection actuelle
Sélection pour les Qualifications aux championnats d'Europe de 2011.
Entraîneur : Gilda Harris  ; entraîneur-adjoint : Igmar Montalvo 